# Исполнительный комитет Гагаузии
Исполнительный комитет Гагаузии (гаг. Gagaúz Yerí Bakanník Komiteti, рум. Comitétul executiv al Găgăúziei) - исполнительный орган АТО Гагаузия (Гагауз Ери). Обеспечивает проведение внутренней и внешней политики автономии и осуществляет общее руководство публичным управлением.

## Список членов Исполнительного комитета АТО Гагаузия
- Гуцул Евгения Александровна - председатель Исполнительного Комитета Гагаузии
- Узун Илья Семёнович – первый заместитель Председателя Исполнительного Комитета Гагаузии
- Петров Виктор Николаевич - заместитель Председателя Исполнительного Комитета Гагаузии
- Червен Лариса Георгиевна - начальник Управления экономического развития и туризма
- Тулба Павел Ильич - начальник Управления делами Главы и Исполнительного Комитета Гагаузии
- Дойчева Татьяна Михайловна - и.о. начальника Управления финансов
- Автутов Сергей - начальник Управления налогового  администрирования и контроля
- Кристева Наталия Николаевна - начальник Управления образования
- Болгар Сергей Михайлович - и.о. начальника Управления строительства и инфраструктуры
- Чолак Анастасия Ильинична - начальник Управления внешних связей
- Ибришим Сергей Николаевич - начальник Управления агропромышленного комплекса
- Димов Эдгар Игоревич - начальник Управления здравоохранения и социальной защиты
- Драгой Вячеслав Васильевич - начальник Управления по делам молодёжи и спорта
- Семёнова Марина Семёновна - начальник  Главного Управления культуры
- Манол Пётр Ильич - начальник Управления юстиции
- Константинова Ирина Анатольевна - директор научно-исследовательского центра им. М. В. Маруневич
- Чебан Вадим Константинович - председатель  Комратского района
- Шошева Наталья Дмитриевна - председатель Чадыр-Лунгского района
- Чебан Пётр Васильевич - председатель Вулканештского района